# Matanzas
San Carlos y San Severino de Matanzas es una ciudad y municipio de Cuba, capital de la provincia homónima. Fue fundada en octubre de 1693 entre la desembocadura de los ríos Yumurí, San Juan y Canímar.

## Toponimia

### Etimología
Existen distintas versiones acerca del origen de su nombre. El padre Bartolomé de las Casas refiere en sus crónicas que en 1509 en la bahía de Guanimar los aborígenes atacaron a un grupo de españoles que navegaban por esa zona. Bernal Díaz del Castillo recuerda incluso los nombres de tres de los supervivientes de aquel ataque. En recuerdo a aquel suceso, en 1513 la ensenada de Guanimar adoptó el nombre de Matanzas y al fundarse la ciudad el 12 de octubre de 1693 se le llamó San Carlos y San Severino de Matanzas.
En su obra Historia Verdadera de la Conquista de la Nueva España, Díaz del Castillo menciona acerca del origen del nombre de esta ciudad:

Antes que más pase adelante, y aunque vaya fuera de nuestra historia (se refiere a su obra) quiero decir por qué causa llamaban aquel puerto Matanzas, y esto traigo aquí a la memoria porque me lo han preguntado un cronista que habla su crónica cosas acaecidas en Castilla. Aquel nombre se le puso por esto que diré: Que antes que aquella isla de Cuba se conquistase, dio al través un navío en aquella costa, cerca del puerto y del río que he dicho que se dice Matanzas, y venían en el navío sobre treinta personas españoles y dos mujeres, y para pasarlos de la otra parte del río, porque es muy grande y caudaloso, vinieron muchos indios de la Habana y de otros pueblos con intención de matarlos y de que no se atrevieron a darles guerra en tierra, con buenas palabras y halagos les dijeron que los querían pasar en canoas y llevarlos a sus pueblos para darles de comer. Ya que iban con ellos a medio del río en las canoas, las trastornaron y mataron que no quedaron más de tres hombres y una mujer que era hermosa, y la llevó un cacique (se refiere a un jefe indio) de los que hicieron aquella traición y los tres españoles repartieron entre sí. Y a esta causa se puso aquel nombre puerto de Matanzas. Yo conocí a la mujer, que después de ganada la isla de Cuba se quitó al cacique de poder quien estaba, y la vi casada en la misma isla de Cuba, en una villa que se dice la Trinidad, con un vecino de ella que se decía Pedro Sánchez Farfán. Y también conocí a los tres españoles, que se decían el uno Gonzalo Mejía y era hombre anciano, natural de Jerez, y el otro se llamaba Juan de Santiesteban, y era mancebo, natural de Madrigal, y el otro se decía Cascorro, hombre de la mar, natural de Moguer.
Díaz del Castillo (1939)

### Sobrenombres
La ciudad de Matanzas, que se asienta a la vera de una bahía de aguas tranquilas y sobre colinas ondulantes que atraviesan tres ríos, la definen varios nombres, desde su nacimiento en 1693, «La Bella Durmiente», «La Venecia Cubana» por sus puentes o la «Atenas de Cuba», tierra de poetas.
Matanzas también es conocida como «La ciudad de los puentes», pues cuenta con más de una veintena de estos, lo que se debe a los tres ríos que la atraviesan por casi todo su territorio.

## Geografía

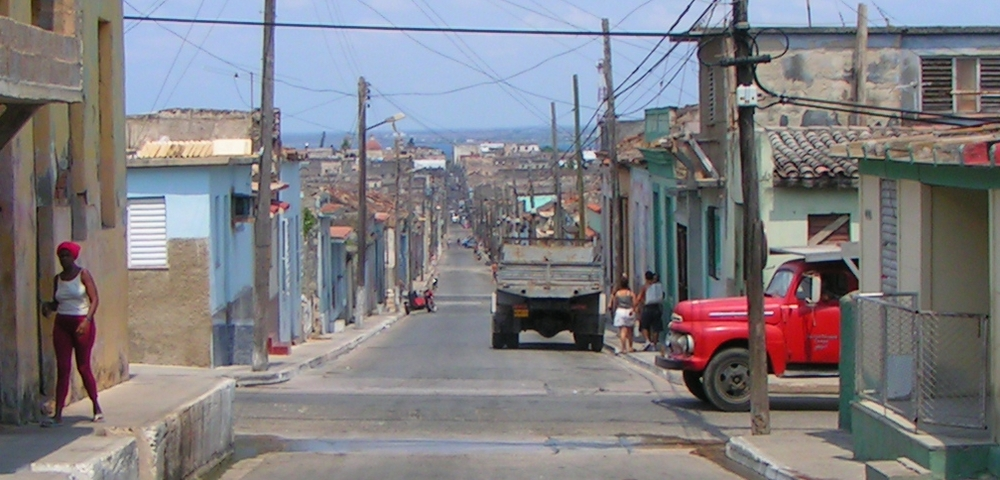
Calle de Matanzas.

Matanzas está situada bordeando la bahía del mismo nombre, localizada unos 100 km al este de La Habana y 40 km al oeste de Varadero, a los 23°0′N y 81°40′W. Está situada en una región eminentemente llana, su altitud máxima (el Pan de Matanzas) alcanza solamente los 389 m s. n. m. en las Alturas Habana–Matanzas.

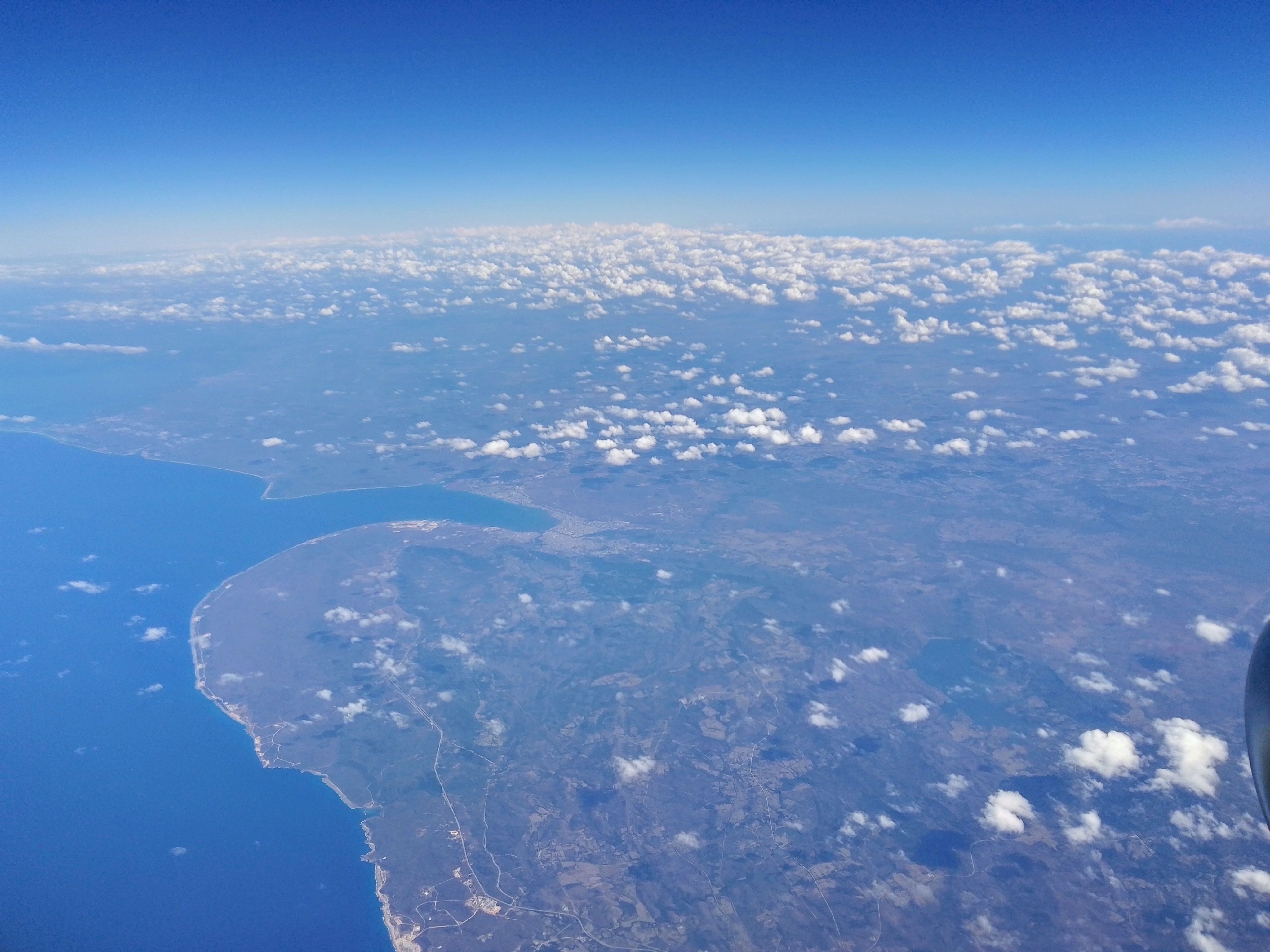
Vista aérea de la costa y ciudad de Matanzas.

La ciudad está surcada por tres ríos llamados Yumurí, San Juan y Canimar sobre los cuales se han construido una serie de puentes por lo que a Matanzas también se le conoce como “la ciudad de los puentes”.

## Historia

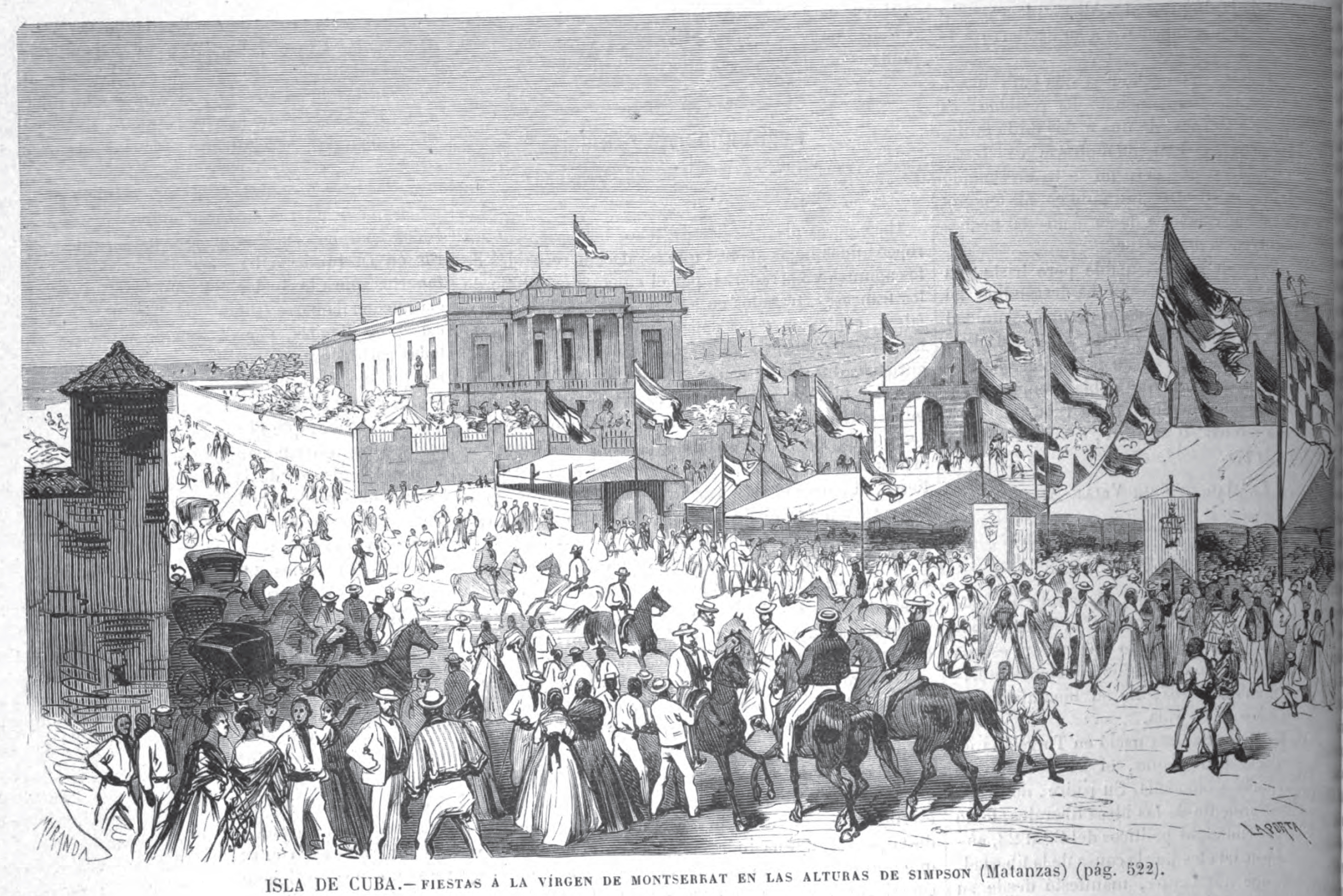
Matanzas en el (La Ilustración Española y Americana, 1871)

Por su desarrollo cultural y literario, Matanzas es también conocida como «la Atenas de Cuba». Este desarrollo comienza desde 1813, cuando la ciudad yumurina recibió los beneficios de la introducción de la imprenta. Se considera que en este año se inicia el Siglo de Oro de Matanzas. Eran esos los tiempos en que José María Heredia escribía versos y ensayos teatrales.
Por eso, cuando en 1860 Rafael del Villar lanza en público la propuesta del título «La Atenas de Cuba», la aceptación es unánime, de varios siglos atrás. El sobrenombre fue sin embargo, el orgullo de la ciudad y fascinó a varias generaciones, hasta la más reciente, que aún no ha pensado en renunciar a él. Era la corona de laurel propicia al esfuerzo sistemático por elevar la cultura. El esplendor local era comparado así con la gloria imperecedera del siglo de Pericles. La aristocracia provinciana soñaría entonces con imponer a la posteridad la gloria de un Prometeo o de un Edipo y hacia esa meta lanzaba su reto.

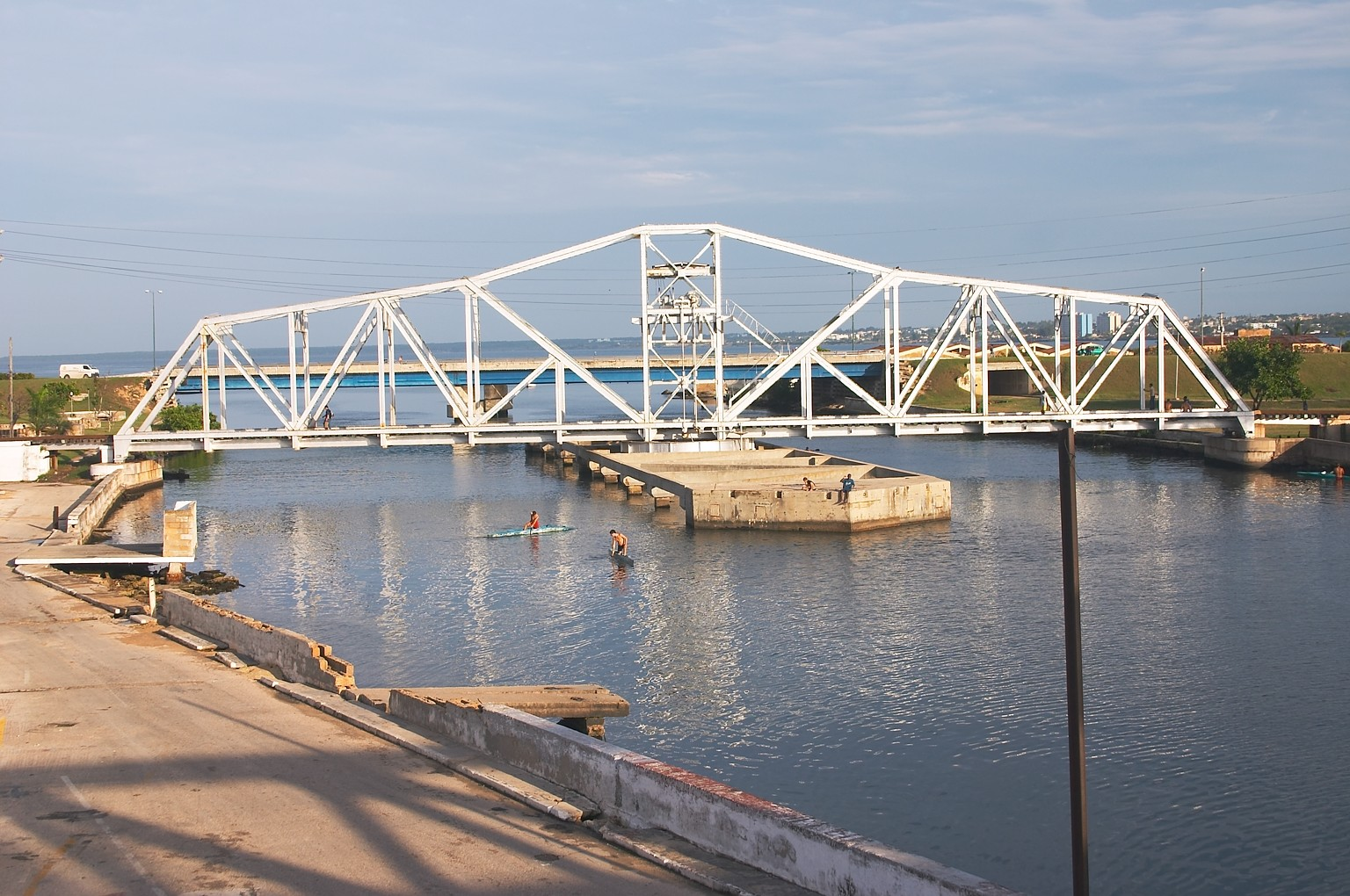
Puente giratorio.

El acueducto de Matanzas fue construido en 1870 por el ingeniero Fernando Heydrich Klein y G. Fabra y Cabanellas. La primera idea fue de Manuel del Portillo en 1845 para aprovechar las aguas del río San Agustín, proyecto que no tuvo éxito y posteriormente Juan F. Sánchez de Bárcena en 1863 presentó otro proyecto pero tampoco tuvo éxito por la escasa financiación. El proyecto que hoy en día está en funcionamiento trajo agua desde los Manantiales de Bello y Bonavides.

## Demografía
Según estimados de 2017 la ciudad de Matanzas tiene una población de 160 629 habitantes. En 2021, la población ascendió a 162.964, de los cuales 78.904 eran hombres y 84.060 mujeres.

## Cultura
La Sonora Matancera
Ha sido quizás el más famoso conjunto de música cubana, nacido en la década del veinte precisamente en la ciudad de Matanzas, entre las calles Jovellanos y Ayuntamiento, quedaba la calle Salamanca N°41, frente a los baños La Americana, en la plazoleta Ojo de Agua. 
Tradición musical
Ha sido notoria dentro de la cultura cubana. Es de reconocer que fue donde se interpretó por primera vez el Danzón (reconocido como el «Baile Nacional de Cuba») del cual derivan géneros tan populares como el Danzonete, el Chachachá y el Mambo. En el ámbito de la música afrocubana vinculada a la práctica religiosa y la Rumba como el Guaguancó y la Columbia también ocupa un lugar destacado por agrupaciones como «Los muñequitos de Matanzas» y «Afrocuba». Otros músicos de origen matancero que se han destacado son: Miguel Failde (a quien adjudican la creación del Danzón), Aniceto Díaz (creador del Danzonete -versión cantada del danzón), Dámaso Pérez Prado (compositor de los mambos más conocidos como Mambo n.º5), Arsenio Rodríguez (tresero y compositor que revolucionó la interpretación del son) o Barbarito Díez (cantante que es un referente en la interpretación del Danzonete), entre otros.
Cuenta con el Teatro Sausto, que abrió sus puertas en 1863, y en el se celebran conciertos, espectáculos de circo, magina, danza, entre otros. Al entrar en él parece como si hubiéramos viajado al pasado, ya que guarda la escénica española de los años 60; y en su techo se puede observar una representación espectacular de las musas de la mitología griega: En su vestíbulo se alzan estatuas de mármol de diosas griegas, y en el techo de la sala principal, las musas parecen revoletear en los frescos 

### Museos y Galerías
- Museo Farmacéutico, fundada en 1882 es el primer museo de este estilo que se construyó en Latinoamérica y fue declarado monumento nacional, muestra una botica francesa del siglo XlX.[8]
- Museo de Arte de Matanzas, fundado el 19 de mayo de 1998, muestra colecciones de arte africano y Grabados universales, con una colección amplia de arte africano donado por Lorenzo Padilla Diaz.
- El Consejo Provincial de Artes Visuales / Galería Pedro Esquerré, muestra exposiciones de arte contemporáneo. Sede de entrega de los premios provinciales de Artes Plásticas.[9]
- Museo Histórico de la Provincia de Matanzas, alojado en el Palacio de Junco de 1838, se convierte en 1980 en museo.

### Sobre los matanceros
Las personas nacidas y criadas en Matanzas tienden a decir: "tengo hueso" o "me da hueso" cuando algo les da pereza, y es muy curioso porque son los únicos en Cuba que utilizan esta frase.

## Ciudades hermanas
Está hermanada con las siguientes ciudades:
- Alicante (España)
- Villanueva y Geltrú (España)
- Pittsburgh (Estados Unidos)
- Cuautla (México, desde 2003)[10]
- San Francisco de Campeche (México)
- Apan (México, desde el 18 de agosto de 2001)[11][12]
- Erongarícuaro (México)
- Ziracuaretiro (México)
- Taretan (México)
- Paracho (México)
- Nuevo Parangaricutiro, (México)
- Charapan (México)
- Turicato (México)
- Nahuatzen (México)
- Chilchota (México)
- Nueva Italia de Ruiz (México)
- Tingambato (México)
- Lombardía (México)[13][14]
- Uruapan (México, desde 1998)[11][15][15][16][10]
- Sahuayo (México)[15]
- Pajacuarán (México)[17]
- Villamar (México)[17]
- Venustiano Carranza (México)[17]
- Jiquilpan (México)[17][18]
- Ciudad del Carmen (México, desde 1995)[10]
- Omealca (México, desde 2004)[10]
- Nizhni Nóvgorod (Rusia)
- Settimo Torinese (Italia)